# ISO 3166-2:SB
ISO 3166-2:SB – kody ISO 3166-2 dla podjednostek administracyjnych Wysp Salomona.
Kody ISO 3166-2 to część standardu ISO 3166 publikowanego przez Międzynarodową Organizację Normalizacyjną. Kody te są przypisywane głównym jednostkom podziału administracyjnego, takim jak np. województwa czy stany, każdego kraju posiadającego kod w standardzie ISO 3166-1. 
Aktualnie (2020) dla Wysp Salomona zdefiniowano kody dla terytorium stołecznego i 9 prowincji. 
Pierwsza część oznaczenia to kod Wysp Salomona zgodnie z ISO 3166-1, natomiast druga część oznaczenia znajdująca się po myślniku to dwuliterowy kod jednostki administracyjnej. 

## Kody ISO
| Kod ISO | Nazwa jednostki administracyjnej | Rodzaj jednostki administracyjnej |
| ------- | -------------------------------- | --------------------------------- |
| SB-CT   | Honiara                          | terytorium stołeczne              |
| SB-CE   | Centralna                        | prowincja                         |
| SB-CH   | Choiseul                         | prowincja                         |
| SB-GU   | Guadalcanal                      | prowincja                         |
| SB-IS   | Isabel                           | prowincja                         |
| SB-ML   | Makira-Ulawa                     | prowincja                         |
| SB-MK   | Malaita                          | prowincja                         |
| SB-RB   | Rennell i Bellona                | prowincja                         |
| SB-TE   | Temotu                           | prowincja                         |
| SB-WE   | Zachodnia                        | prowincja                         |